# Sithobela
Sithobela – inkhundla w dystrykcie Lubombo w Królestwie Eswatini. Według spisu powszechnego ludności z 2007 r. zamieszkiwało go 30 332 mieszkańców. Inkhundla dzieli się na trzy imiphakatsi: Luhlanyeni, Mamiza, Nkonjwa.